# Blue Blood (X Japan)
Blue Blood è un album degli X Japan del 1989. La prima traccia, Prologue (～World Anthem) è una reinterpretazione di World Anthem dei Mahogany Rush, composta da Frank Marino e uscita nell'omonimo album nel 1977.
Blue Blood è stato ristampato nel 2007 con tracce rimasterizzate e contiene un cd bonus contenente le tracce in versione strumentale. Nel booklet viene citato Hitomi Shiratori (白鳥瞳) come autore dei testi delle canzoni "EASY FIGHT RAMBLING", "X" e "Orgasm". Yoshiki ha, in realtà, usato uno pseudonimo per indicare sé stesso.

## Tracce
1. PROLOGUE (～WORLD ANTHEM) - 2:35 (YOSHIKI - F.Marino)
2. BLUE BLOOD - 5:03 (YOSHIKI - YOSHIKI)
3. WEEK END - 6:03 (YOSHIKI - YOSHIKI)
4. EASY FIGHT RAMBLING - 4:42 (TOSHI, Hitomi Shiratori - X)
5. X - 6:01 (Hitomi Shiratori - YOSHIKI)
6. Endless Rain - 6:36 (YOSHIKI - YOSHIKI)
7. 紅 (Kurenai) - 6:18 (YOSHIKI - YOSHIKI)
8. XCLAMATION - 3:57 (HIDE, TAIJI)
9. オルガスム (Orgasm) - 2:47 (Hitomi Shiratori - YOSHIKI)
10. CELEBRATION - 4:52 (HIDE - HIDE)
11. ROSE OF PAIN - 11:46 (YOSHIKI - YOSHIKI)
12. UNFINISHED - 4:24 (YOSHIKI - YOSHIKI)

## Disco 2 (Edizione rimasterizzata)
1. BLUE BLOOD (strumentale) - 5:04 (YOSHIKI)
2. WEEK END (strumentale) - 6:05 (YOSHIKI)
3. X (strumentale) - 6:02 (YOSHIKI)
4. ENDLESS RAIN (strumentale) - 6:37 (YOSHIKI)
5. KURENAI (strumentale) - 6:20 (YOSHIKI)
6. CELEBRATION (strumentale) - 4:52 (HIDE)
7. ROSE OF PAIN (strumentale) - 11:50 (YOSHIKI)
8. UNFINISHED (strumentale) - 4:28 (YOSHIKI)

## Formazione
- Toshi - voce
- TAIJI - basso
- PATA - chitarra
- Hide - chitarra
- Yoshiki - batteria & pianoforte